# Catocala optata
Catocala optata là một loài bướm đêm trong họ Erebidae.